# جيل هيريديا
جيل هيريديا (بالإنجليزية: Gil Heredia)‏ هو لاعب كرة قاعدة أمريكي، ولد في 26 أكتوبر 1965 في نوغاليس في الولايات المتحدة.

## وصلات خارجية
- جيل هيريديا على موقعبيزبول رفرنس.كوم (الدوري الرئيسي) (الإنجليزية)
- جيل هيريديا على موقعبيزبول رفرنس.كوم (الدوري الثانوي) (الإنجليزية)
- جيل هيريديا على موقع مشجعي الرسوم البيانية (الإنجليزية)